# Angolaia atrata
Angolaia atrata är en insektsart som beskrevs av Rauno E. Linnavuori och Al-ne'amy 1983. Angolaia atrata ingår i släktet Angolaia och familjen dvärgstritar. Inga underarter finns listade i Catalogue of Life.